# San Patricio (Teksas)
San Patricio – miasto w Stanach Zjednoczonych, w stanie Teksas, w hrabstwie San Patricio.